# Antonio Bernacchi
Antonio Bernacchi   (Bolonya, 21 de juny de 1685 - Bolonya, 1 de març de 1756), indicat erròniament a la literatura musical contemporània amb el doble nom d'Antonio Maria, va ser un professor de cant i contralt castrat italià, una figura destacada del panorama musical de la primera meitat del segle XVIII. Deixeble de Francesco Antonio Pistocchi, esdevingué un virtuós d'èxit als escenaris d'Itàlia, a les corts germàniques i a Anglaterra. Al final de la seva carrera va reunir un gran grup d'estudiants al seu voltant -incloent-hi nombrosos noms coneguts que més tard es van fer famosos a la generació següent- i va ser prínceps de l'Acadèmia Filharmònica de Bolonya dues vegades seguides.

## Biografia
Era fill d'Angelo Maria i Maria Maddalena Rossi (probablement no originaris de la ciutat), el nen va ser batejat l'endemà amb l'únic nom d'Antonio, i com a tal va ser, en conseqüència, conegut als segles XVIII (sovint "Antonio Bernachi", sobre els llibrets) i XIX. Segons Valentina Anzani, només es coneixen tres casos documentals de l'època, no connectats entre si, en els quals, tant el pare com el fill van ser nomenats i probablement també gràcies al fet que els noms d'ambdós començaven amb la mateixa lletra 'A ', el segon nom del pare, 'Maria', es va canviar per error al fill. Es tracta d'un apoderament notarial i d'una anotació als registres funeraris de la parròquia, així com de la transcripció incorrecta de l'acte de baptisme realitzada, en el marc de la seva enorme tasca de recuperació de la producció documental bolonyesa, per l'erudit i professor honorari de paleografia. i el diplomàtic Baldassarre Antonio Maria Carrati (1735 - 1812), que, a més, també va cometre un error en comunicar la data de naixement (el 23 de juny en comptes del 21). En el primer estudi de base documental dedicat al cantant al segle xx, a la "Rivista Musicale Italiana" (1922), Lodovico Frati (1855 - 1941), que també, en el títol i al llarg de l'assaig, va continuar referint-se al cantant. com «Antonio Bernacchi», també va citar el certificat de naixement transcrit de manera imperfecta per Carrati i, en conseqüència, va reconèixer que el nom complet correcte s'havia d'entendre com «Antonio Maria Bernacchi di Angelo Maria». Bernacchi i Maria Maddalena Rossi”, atribuint-li també la data de naixement del 23 de juny. I són precisament aquestes darreres dades, nom i dia de naixement, les que s'han convertit en les que s'utilitzen habitualment en tota la literatura internacional al voltant del cantant, almenys fins als estudis recents d'Anzani.
Procedent d'una família d'orígens molt humils i primer supervivent entre diversos germans i germanes, va ser sotmès, en un moment indeterminat i en circumstàncies no especificades, a l'operació de castració, i, arribant a ser deixeble del famós castrat i el professor de cant, Francesco Antonio Pistocchi, va passar diversos anys amb ell, sent sotmès a llargs exercicis per garantir el suport de la seva veu, l'emissió del so i el fraseig. El seu progrés va justificar la cura del professor, i la seva aparició al teatre va produir un efecte extraordinari.
El 1709 va actuar a Venècia, l'any següent va cantar a Bolonya i el 1713 a la cort Farnese de Parma. El 1716 va debutar a Londres, per invitació de Händel, per al teatre que llavors dirigia a Londres (segons altres fonts va ser contractat el 1729).
Va ser per aquesta època quan aquest gran cantant va canviar el seu estil, i va fer sentir per primera vegada aquells trets de cant que els francesos anomenen roulades, o warbles, que va desenvolupar prenent com a referència la música instrumental. Aquesta nova manera de cantar va tenir un èxit prodigiós i va portar a tots els altres cantants cap a una nova època, malgrat la crisi dels partidaris del mètode antic que acusaven Bernacchi d'arruïnar l'antiga escola.
Poc després va entrar al servei de l'elector de Baviera i després de l'emperador.
Martinelli, en el seu diccionari d'anècdotes, diu d'ell que havia sacrificat l'expressió al desig de mostrar la seva habilitat per interpretar els passatges més difícils. Algarotti sembla confirmar aquest judici en el seu assaig sobre l'òpera, dient que era el principal responsable dels abusos que es toleraven a l'òpera en aquell moment. Jean Jacques Rousseau també assegura (Dictionnaire de la musique) que Bernacchi, en sentir un dia un dels seus antics alumnes exclamava: «Ah! Desgraciat que sóc! Et vaig ensenyar a cantar i vols tocar!"
Els anys 1726 i 1727 va cantar a Torí i a Bolonya va tenir l'oportunitat de conèixer el seu famós col·lega Carlo Broschi conegut com Farinelli, que primer li va demanar lliçons i més tard va acceptar actuar junts.
La voluntat de donar a conèixer el nou estil va portar a Bernacchi a tornar definitivament a Itàlia, cap al 1736 va fundar una escola de cant de la qual van sorgir el tenor Raaff, Amadori, el mestre Mancini, Guarducci, i un bon nombre d'altres virtuosos. A partir d'aquell moment es va dedicar sobretot a la docència. El 1748 esdevingué director (princeps) de l'Acadèmia Filharmònica de Bolonya, de la qual formava part des del 1722 i dirigia els concerts celebrats a l'església de San Giovanni in Monte.
Va mantenir una relació epistolar amb Metastasio.
Va morir a la seva ciutat natal l'any 1756. La seva làpida es troba al cementiri monumental de la Certosa de Bolonya: a instàncies dels seus alumnes es va col·locar al "Corredor de làpides", és a dir, al passadís que uneix el pati de l'església. fins al Claustre de 1500, a l'est de la Sala Weber.

## Consideracions sobre Bernacchi
Malgrat l'opinió de molts autors que li atribueixen la invenció de les roulades i les trinquetes, es va limitar a posar de moda les ornamentacions ja utilitzades al segle XVI. Bernacchi també va ser un compositor hàbil: hi ha àries i duets seus per a veu i instruments amb acompanyament de baix continu.